# العدوة (الفيوم)
قرية العدوة هي إحدى القرى التابعة لمركز الفيوم في محافظة الفيوم في جمهورية مصر العربية. حسب إحصاءات سنة 2006، بلغ إجمالي السكان في العدوة 20255 نسمة، منهم 10464 رجل و9791 امرأة.